# Lý Nhược Đồng
Lý Nhược Đồng (李若彤, sinh ngày 16 tháng 8 năm 1966) là nữ diễn viên Hồng Kông. Cô là người con thứ 7 trong một gia đình có 10 anh chị em, từ bé đã xinh xắn nên hàng xóm gọi là Thất tiên nữ.

## Sự nghiệp
Năm 1990, khi đang làm tiếp viên hàng không của hãng Cathay Pacific, tình cờ cô được một công ty quảng cáo mời đóng một đoạn phim ngắn. Cô được đạo diễn Từ Khắc chú ý và mời tham gia bộ phim Yêu thú đô thị. Sau đó, cô lần lượt xuất hiện trong các phim cổ trang. Nhờ có khuôn mặt rất phù hợp với các vai cổ trang, nên cô được mệnh danh là "mĩ nhân cổ trang".
Vai Tiểu Long Nữ trong Thần điêu đại hiệp (đóng chung với Cổ Thiên Lạc) của cô được đánh giá là thể hiện rất thành công. Suốt 20 năm qua, vai diễn Tiểu Long Nữ do Lý Nhược Đồng thể hiện vẫn luôn được xem là kinh điển nhất trong lịch sử.

## Phim đã đóng

### Phim truyền hình
| Năm  | Tên phim                     | Tên tiếng Anh                     | Vai diễn                                  |
| ---- | ---------------------------- | --------------------------------- | ----------------------------------------- |
| 1994 | Đội Điều Tra Liêm Chính 1994 | ICAC Investigators 1994           | Mabel                                     |
| 1995 | Thần điêu đại hiệp (1995)    | The Condor Heroes 95              | Tiểu Long Nữ                              |
| 1997 | Thiên Long Bát Bộ (1997)     | Demi-Gods and Semi-Devils         | Vương Ngữ Yên/ mẫu thân của Vương Ngữ Yên |
| 2000 | Home                         | Home (緣來一家人)                 |                                           |
| 2000 | Án Mạng Bí Ẩn                | Qiren Qi An                       |                                           |
| 2001 | Dương Môn Nữ Tướng           | Legendary Fighter: Yang's Heroine | Dương Bát Muội                            |
| 2001 | Thu Hương                    | Qiuxiang                          | Thu Hương                                 |
| 2003 | Guitu Ru Hong                | Guitu Ru Hong                     |                                           |
| 2004 | Võ Đang                      | Wu Dang                           | Thẩm Dung (Tuyết Ưng)                     |
| 2004 | Đại Tống Kinh Thế Truyền Kỳ  | Da Song Jing Shi Chuanqi          |                                           |
| 2014 | Nữ Nhân Câu Lạc Bộ           | Never Dance Alone                 | Vu Tiểu Thi (Mo)                          |
| 2019 | Trần Tình Lệnh               | The Untamed                       | Lam Dực                                   |

### Phim điện ảnh
| Năm  | Tên Phim                                   | Tên Tiếng Anh              | Vai Diễn                                         |
| ---- | ------------------------------------------ | -------------------------- | ------------------------------------------------ |
| 1990 | Killer's Romance                           | Killer's Romance           | Amy                                              |
| 1992 | Quái Thú Đô thị                            | The Wicked City            | Orchid                                           |
| 1994 | The Final Option                           | The Final Option           | May Lee                                          |
| 1994 | Burning Paradise                           | Burning Paradise           | Dau Dau                                          |
| 1994 | Awakening                                  | Awakening                  | Fei Fei                                          |
| 1994 | Victory                                    | Victory                    | Fai                                              |
| 1995 | The Little Drunken Masters                 | The Little Drunken Masters |                                                  |
| 1995 | Loving You                                 | Loving You                 | Carman                                           |
| 1996 | Lãng Mạn Phong Bạo                         | Somebody Up There Likes Me | Gloria Chan                                      |
| 1996 | Đại Nội Mật Thám                           | Forbidden City Cop         | Gum Tso / Kam Cho / Cầm Thao / Cầu Hôn / Cầm Thú |
| 1996 | Lover's Tears                              | Lover's Tears              | Heung Cheng                                      |
| 1996 | Giang Hồ Đại Phong Ba                      | War of the Under World     | Tong                                             |
| 1997 | Thập Vạn Hỏa Cấp                           | Lifeline                   | Dr Annie Chan                                    |
| 1997 | Phán xét cuối cùng (Phích Lịch Tiên Phong) | Final Justice              | Barrister Koo May                                |
| 1997 | Too Many Ways To Be No. 1                  | Too Many Ways To Be No. 1  |                                                  |
| 1997 | Anh Vẫn Sống                               | The Odd One Dies           | Mo's hired killer                                |
| 1997 | Chiến Lang Truyền Thuyết                   | Legend of the Wolf         | Yee                                              |
| 1997 | Option Zero                                | Option Zero                | Kelly                                            |
| 1998 | Knock Off                                  | Knock Off                  | Detective Ling Ho                                |
| 2005 | China Flower                               | China Flower               | Ching Fa                                         |
| 2015 | 12 Chú Vịt Vàng                            | 12 Golden Ducks            |                                                  |

## Phim tiêu biểu
- Thần điêu đại hiệp 1995 (vai Tiểu Long Nữ)
- Nữ Tướng Dương môn (vai Dương Bát Muội)[cần dẫn nguồn]
- Thiên Long Bát Bộ 1997 (vai Vương Ngữ Yên)
- Bà mẹ chồng khó tính 2017 (vai Amanda Thôi Nguyệt).[cần dẫn nguồn]